# Entitat metropolitana
Una Entitat metropolitana, a Catalunya, és una entitat local integrada pels municipis compresos en el territori corresponent, amb personalitat jurídica pròpia i amb plena capacitat per a l'exercici de les seves competències. Li correspon la planificació, la coordinació i la gestió dels serveis municipals que, per les característiques econòmiques, socials i urbanes concurrents en els àmbits territorials respectius, facin necessària una actuació d’abast supramunicipal.